# Фрідріхсвердерська церква

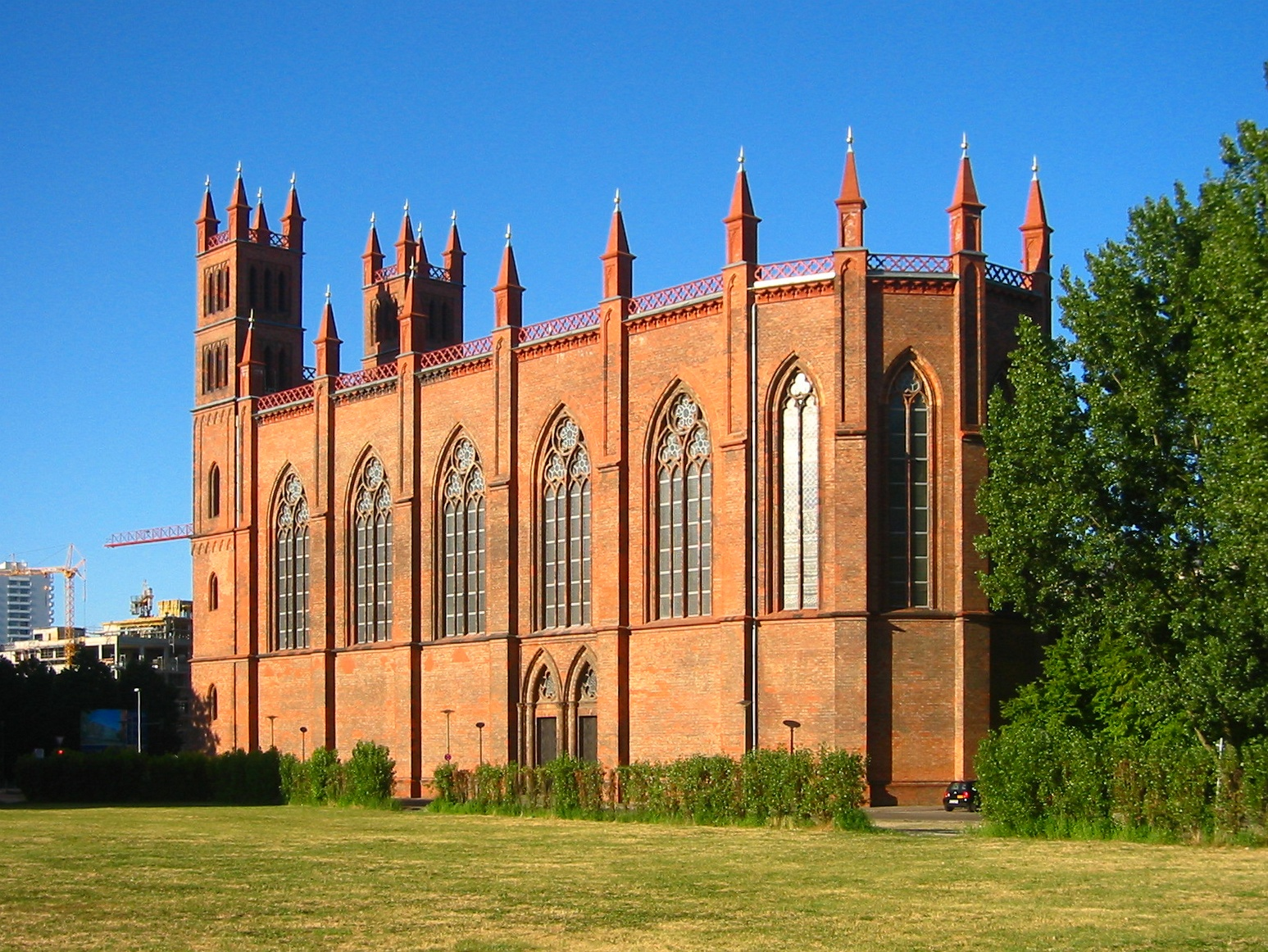

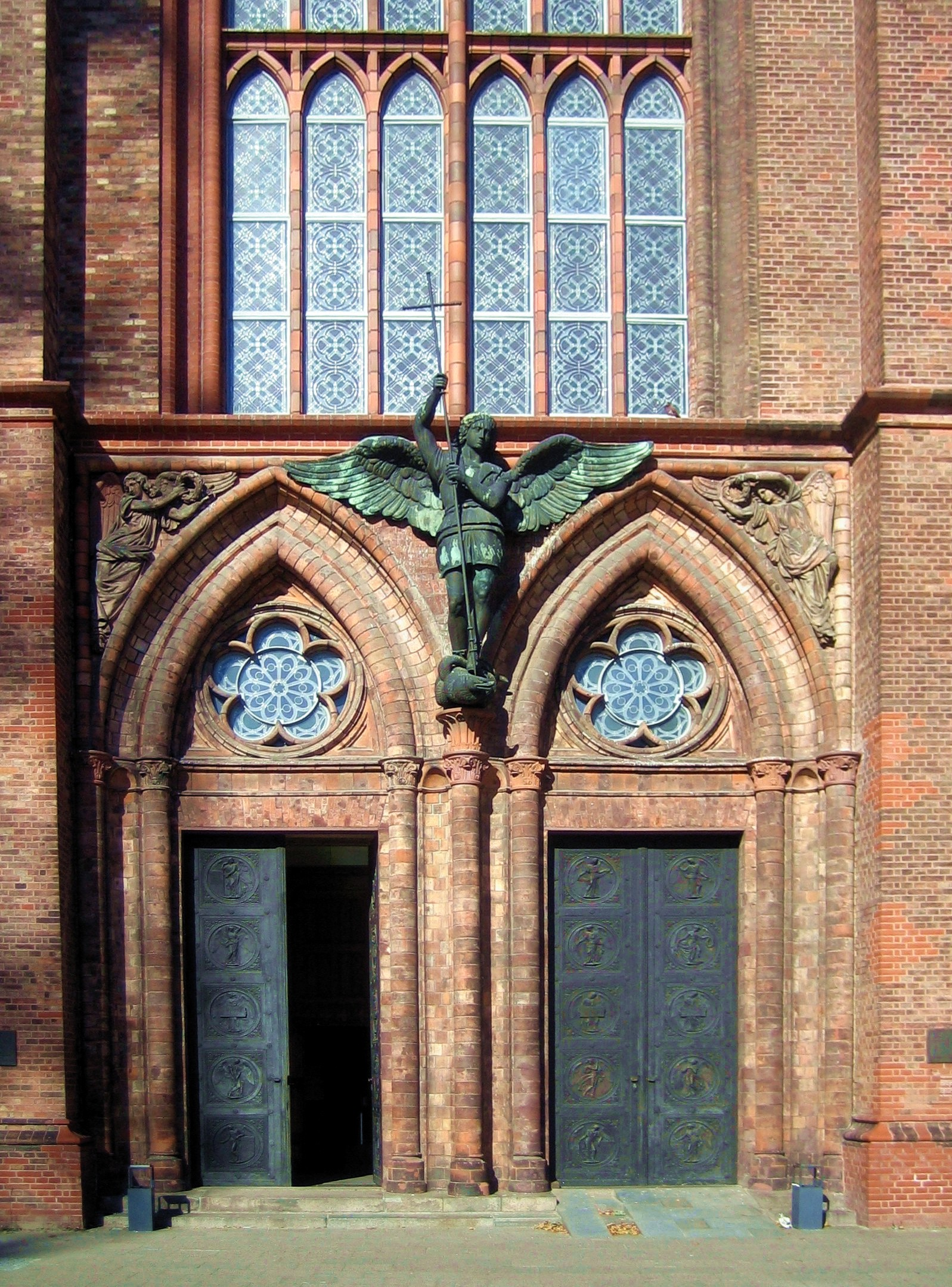
Вхід до церкви

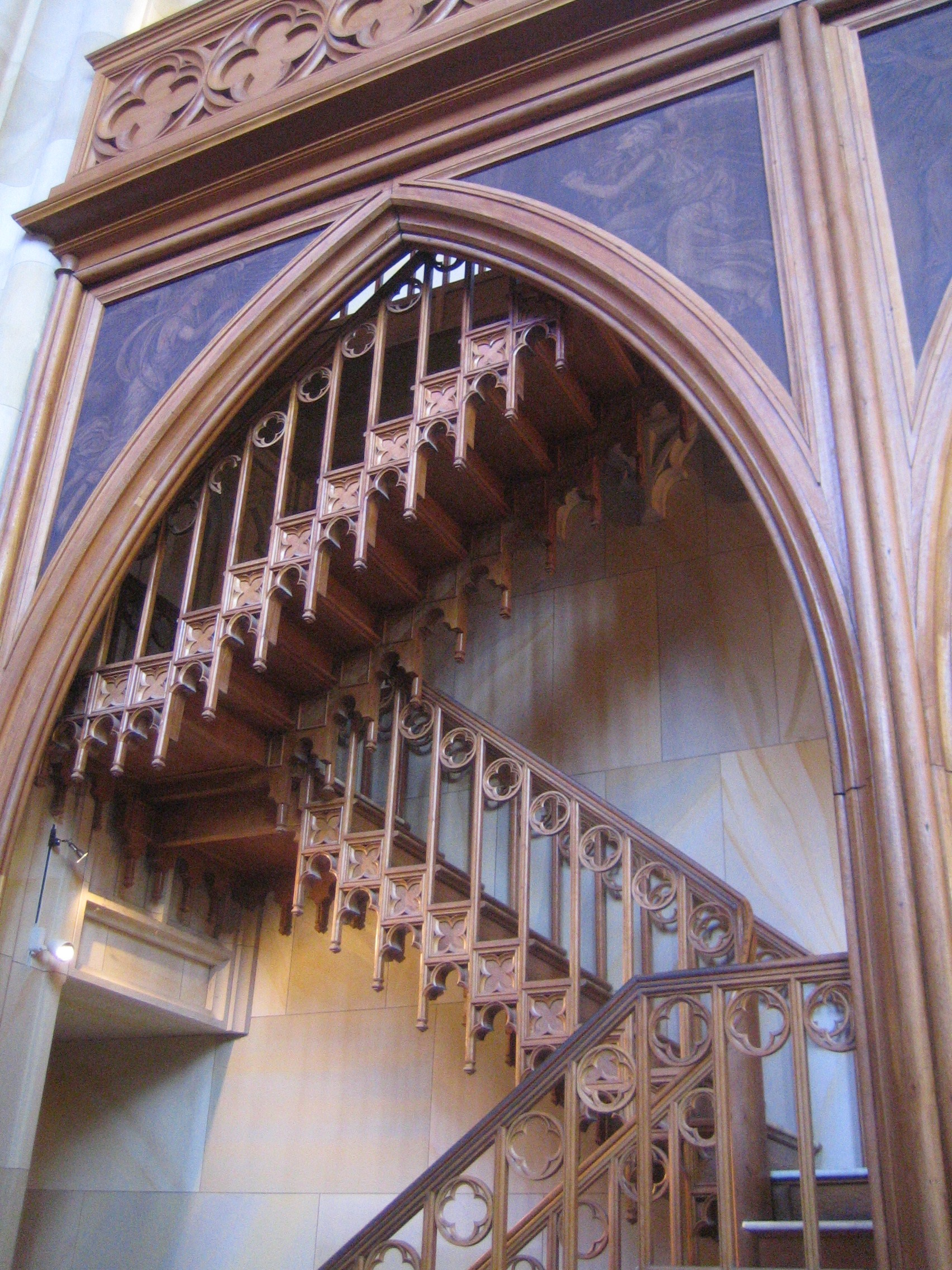
Сходи

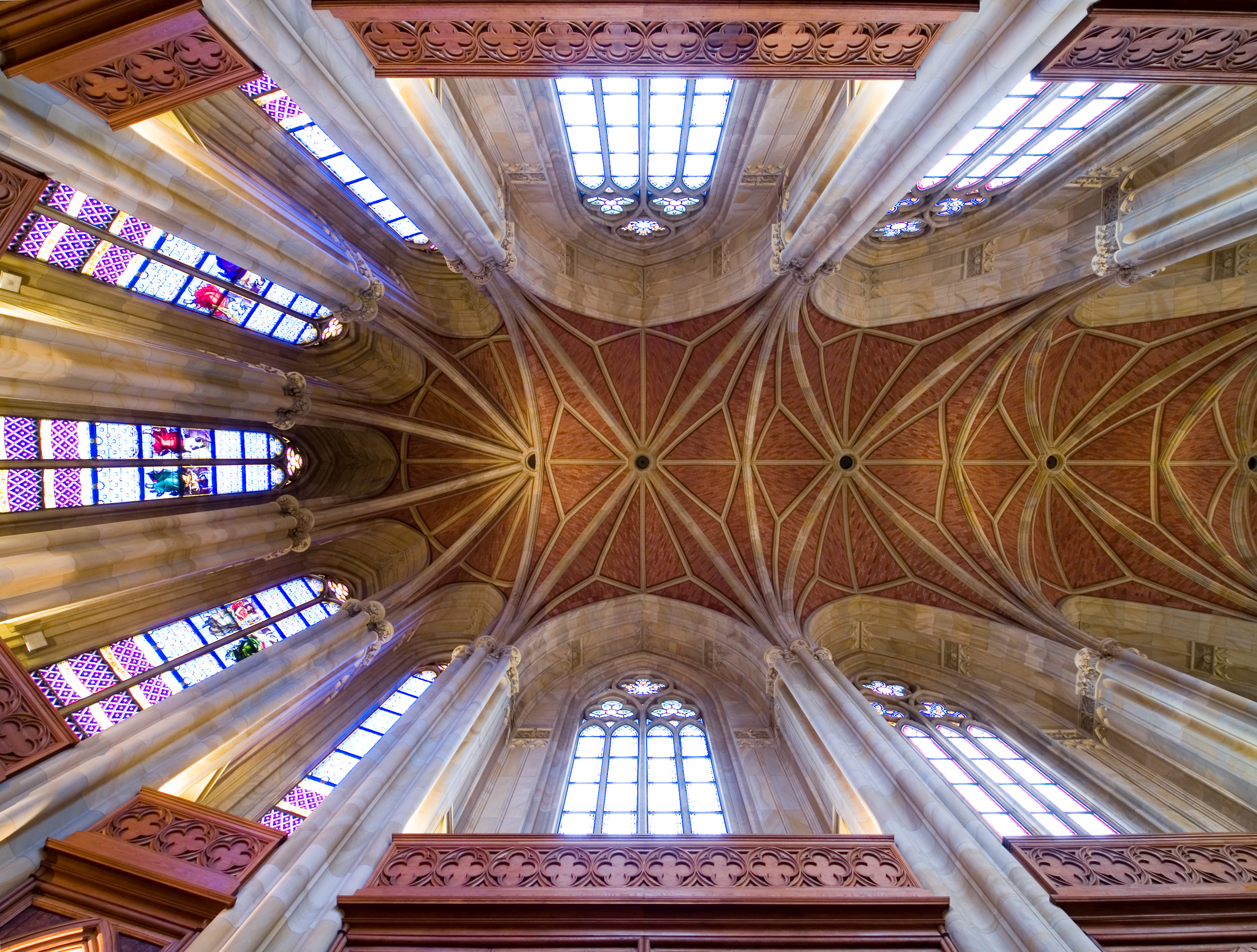
Склепіння

Фрідріхсвердерська церква — неоготична церква в історичному кварталі Фрідріхсвердер. Це перша та найвизначніша споруда в стилі німецької неоготики у Берліні.
Збудована за проєктом архітектора Карла Фрідріха Шинкеля. Її спорудження тривало з 1824 по 1831 роки. Прообразом цегляної однонавної будівлі стали неоготичні каплиці при англійських коледжах. Замовником будівництва був кронпринц Фрідріх Вільгельм. Особливістю Фрідріхверде, в той час містечка під Берліном, були вузькі та криві вулички які надавали йому середньовічного колориту, що вплинуло на побажання замовника щодо стилістики. Хоча в цілому це неоготична споруда, але в чіткому кубічному поділі корпусу і фасаду проглядає класицизм.
Під час Другої світової війни церква була зруйнована і пролежала в руїнах до 1982 року коли почалася реставрація завершена у 1987. Зараз в церкві розташований відділ Національної галереї. Тут виставлено скульптури прусського класицизму, найціннішими зразками якого є роботи Йогана Готфріда Шадова та Крістіана Данієля Рауха. Також в церкві розташована виставка присвячена життю та творчості її архітектора.